# Limonium mansanetianum
L'ensopeguera de Mansanet (Limonium mansanetianum) és una espècie de planta de la família Plumbaginaceae. Es tracta d'un endemisme valencià restringit als municipis de Xàtiva, Manuel i Castelló.
L'ensopeguera és un endemisme valencià restringit al sud de la província de València, als termes municipals de Manuel, Castelló i Xàtiva. Creix sobre argiles guixoses del Keuper i altres substrats guixosos, amb suficient humitat i en posicions assolellades, generalment en vessants poc inclinats.